# Aly Kaba
Pour les articles homonymes, voir Kaba.
Aly Kaba est un homme politique guinéen et ancien député à l'Assemblée nationale.
Il était le président du groupe de la majorité présidentielle, élu le 22 avril 2020 jusqu'à la dissolution de l'institution le 5 septembre 2021,.